# Lathromeris germanica
Lathromeris germanica är en stekelart som först beskrevs av Girault 1914.  Lathromeris germanica ingår i släktet Lathromeris och familjen hårstrimsteklar. Inga underarter finns listade i Catalogue of Life.